# 赵令衿
赵令衿（？—1158年），字表之，號超然居士，宋太祖次子赵德昭玄孙，袭封安定郡王，嘉孝穆公赵世瓞次子，南宋宗室。祖籍涿州保塞（今河北省清苑区）。

## 生平
赵令衿年轻时博学能文。大观二年（1108年）中舍选。靖康元年（1126年）为军器监少监，因为言事忤旨夺官。
绍兴七年（1137年）以都官员外郎召回。后来请留张浚，再次罢官。后来任德安府通判。
绍兴二十一年（1151年）任泉州知州，主持当时来说可谓浩大艰巨的安平橋续建工程。後來，在观看秦桧的著作《家庙记》時，曾脫口說出：“君子之泽，五世而斩。”之語，正好被秦桧兄婿汪召锡聽見，便诬陷他谤讪朝政。御史徐嚞又诬陷他和赵鼎之子赵汾有密谋，宋高宗遂将其下狱，令南外宗正司拘拿。直到秦桧病死，才得以出狱复爵。
绍兴二十六年（1156年），授明州观察使，寻加庆远军承宣使。
绍兴二十八年（1158年）去世，朝廷赠开府仪同三司。